# Centro de Letras e Artes da Universidade Federal do Rio de Janeiro
O Centro de Letras e Artes (CLA) da Universidade Federal do Rio de Janeiro (UFRJ) compõe unidades de ensino, pesquisa e extensão desta universidade. É composto por quatro unidades.

## Unidades
- Escola de Belas Artes (EBA)
- Escola de Música (EM)
- Faculdade de Arquitetura e Urbanismo (FAU)
- Faculdade de Letras (FL)